# Der Stürmer
Der Stürmer (traducible al español como El Atacante) fue un tabloide semanal de ideología nacionalsocialista y antisemita. Fue fundado y editado por el prominente líder nazi Julius Streicher, estando en circulación entre 1923 y 1945. El Stürmer se convirtió en un importante elemento de la propaganda nazi, especialmente por su vehemente discurso antisemita.
A diferencia del Völkischer Beobachter —el órgano oficial del partido nazi, que le daba una apariencia seria de cara al público—, el Stürmer a menudo publicó material obsceno como caricaturas antisemitas de judíos y acusaciones de libelos de sangre, al igual que material de contenido explícitamente sexual, anticatólico, anticomunista o anticapitalista. 
En la parte inferior de la cabecera aparecía el lema Die Juden sind unser Unglück! («¡Los judíos son nuestra desgracia!»), que ya había sido acuñado por el nacionalista alemán Heinrich von Treitschke en la década de 1880.

## Historia
El periódico fue fundado a principios del año 1923, en la ciudad de Núremberg, siendo su titular principal «Semanario de Alemania (hasta 1933... "de Núremberg") en la lucha por la verdad». Fue prohibido inmediatamente después del Putsch de Múnich, mediante el cual Adolf Hitler intentó tomar el poder por la fuerza derrocando al gobierno regional de Baviera, con apoyo pleno de Julius Streicher, el 9 de noviembre de 1923. Reapareció el 24 de marzo de 1925, editado hasta el año 1935 por la Casa Editora Nacionalista Wilhelm Härdel de Núremberg. Posteriormente Streicher fundó su propia editorial para imprimirlo. En los primeros años, su tirada era de 2000 a 3000 ejemplares mensuales, para el año 1933 era de 20 000. Sus principales editores fueron Streicher, Karl Holz, Ernst Hiemer y Erwin Kellinek. 
Der Stürmer nunca fue una publicación oficial Partido Nazi, sino que permaneció siempre bajo la propiedad de Streicher. Su tirada posteriormente a 1933 fue de 600 000 ejemplares hasta 1940, año en que Streicher fue destituido como Gauleiter de Franconia por corrupción. Esto afectó a la tirada del periódico, que se redujo hasta 398 500 ejemplares en 1944. Su principal motivo fueron acusaciones contra la comunidad judía, señalando supuestos rituales de asesinatos y violaciones a niñas cristianas.
En su sección de "cartas al director", el Stürmer fomentó la denuncia pública de actos judíos; pero dado el estilo no oficial del diario, esto ayudó a evitar las sospechas de propaganda y de cara al público alemán le dio un aire de autenticidad.
El último número salió a la venta en febrero de 1945.